# Seleção Indiana de Rugby Union
A Seleção Indiana de Rugby Union é a equipe que representa a Índia em competições internacionais de Rugby Union.